# 1989 في الصين
فيما يلي قوائم الأحداث التي وقعت خلال عام 1989 في الصين.

## أحداث
- 4 يونيو – مظاهرات ساحة تيانانمن

## سياسة

### تعيين في المنصب
- 24 يونيو – جيانغ زيمين الأمين العام للحزب الشيوعي الصيني،رئيس اللجنة العسكرية المركزية حزب الشعب الصيني  [لغات أخرى]‏.

## مواليد

### يناير
- 21 يناير – شواي تشانغ لاعبة كرة مضرب صينية.
- 24 يناير – غونغ ليجياو منافِسة أوليمبية صينية.

### فبراير
- 20 فبراير – في في صن عارضة صينية.

### مارس
- 9 مارس – كلاريزا كلايتون ممثلة بريطانية.
- 12 مارس – تشن جيانغوا لاعب كرة سلة صيني.

### أبريل
- 23 أبريل – هوانغ هونغ بين لاعبة كرة سلة صينية.

### مايو
- 5 مايو – لو جينغجينغ لاعبة كرة مضرب صينية.
- 10 مايو – هان ديجون لاعب كرة سلة صيني.
- 30 مايو – فنيز تشان

### يوليو
- 3 يوليو – دوان ينغينغ لاعبة كرة مضرب صينية.
- 11 يوليو – جنغ جنغ لاعب كرة قدم صيني.
- 28 يوليو – سو وي لاعب كرة سلة صيني.

### أغسطس
- 6 أغسطس – يو وينكسيا

### سبتمبر
- 23 سبتمبر – سوي هي

### أكتوبر
- 11 أكتوبر – تشو بنغ لاعب كرة سلة صيني.
- 28 أكتوبر – تشانغ لينغ

### نوفمبر
- 18 نوفمبر – لو جياجينغ لاعبة كرة مضرب صينية.

### ديسمبر
- 10 ديسمبر – شاو تينغ لاعبة كرة سلة صينية.

## وفيات

### أبريل
- 15 أبريل – هو ياوبانغ (مواليد 1915)

### مايو
- 11 مايو – شياو وانغ دونغ (مواليد 1910)

### سبتمبر
- 20 سبتمبر – تشن بودا (مواليد 1904) سياسي صيني.